# Barnes & Noble
Barnes & Noble — американська компанія, найбільша в США з продажу книжок. Один зі світових лідерів по обороту проданих книжок та послуг через Інтернет та одна з перших інтернет-сервісів, орієнтованих на продаж реальних товарів масового споживання. Штаб-квартира розташована в Нью-Йорку.

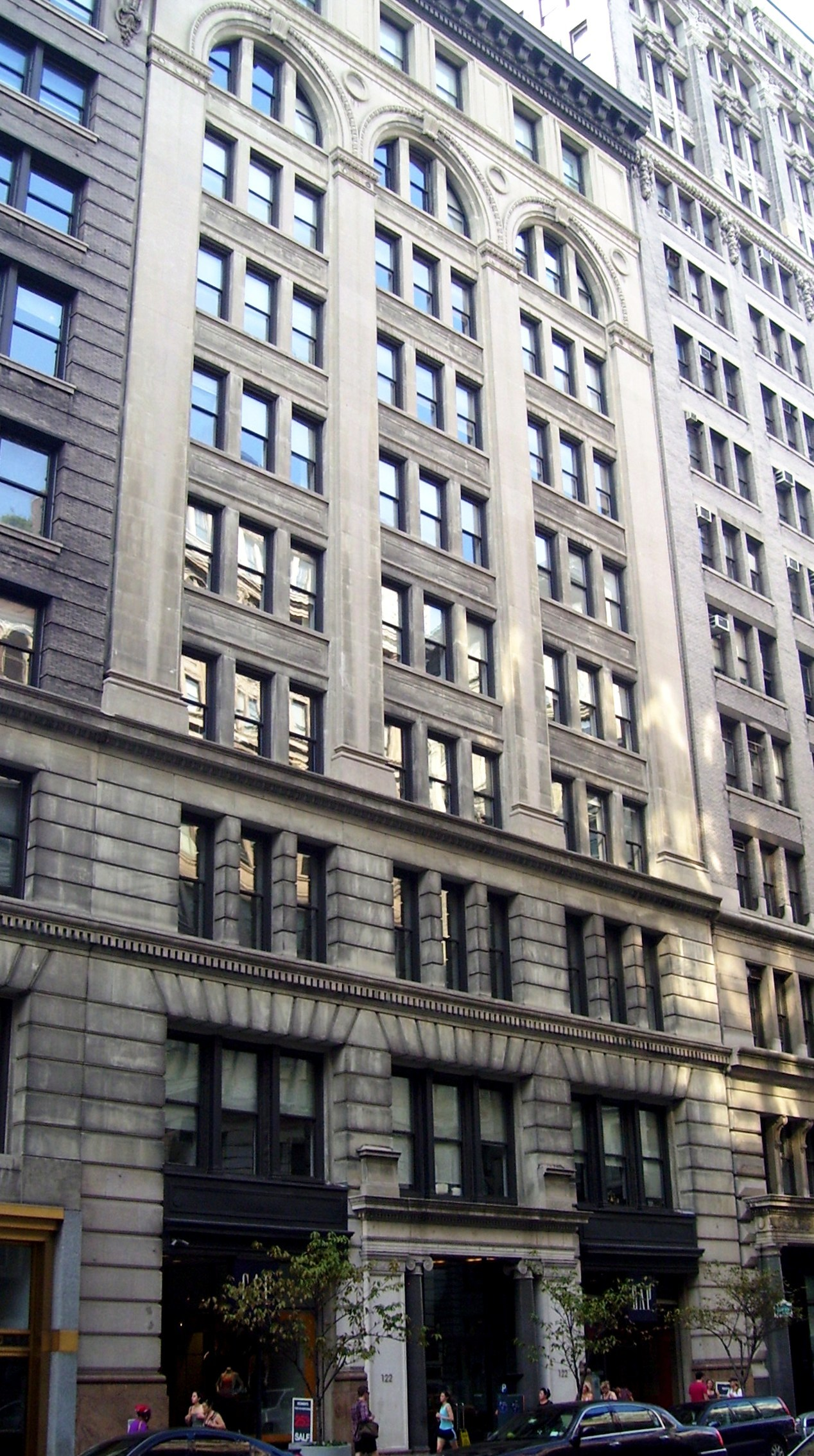
Магазин Barnes & Noble на 5-й авеню

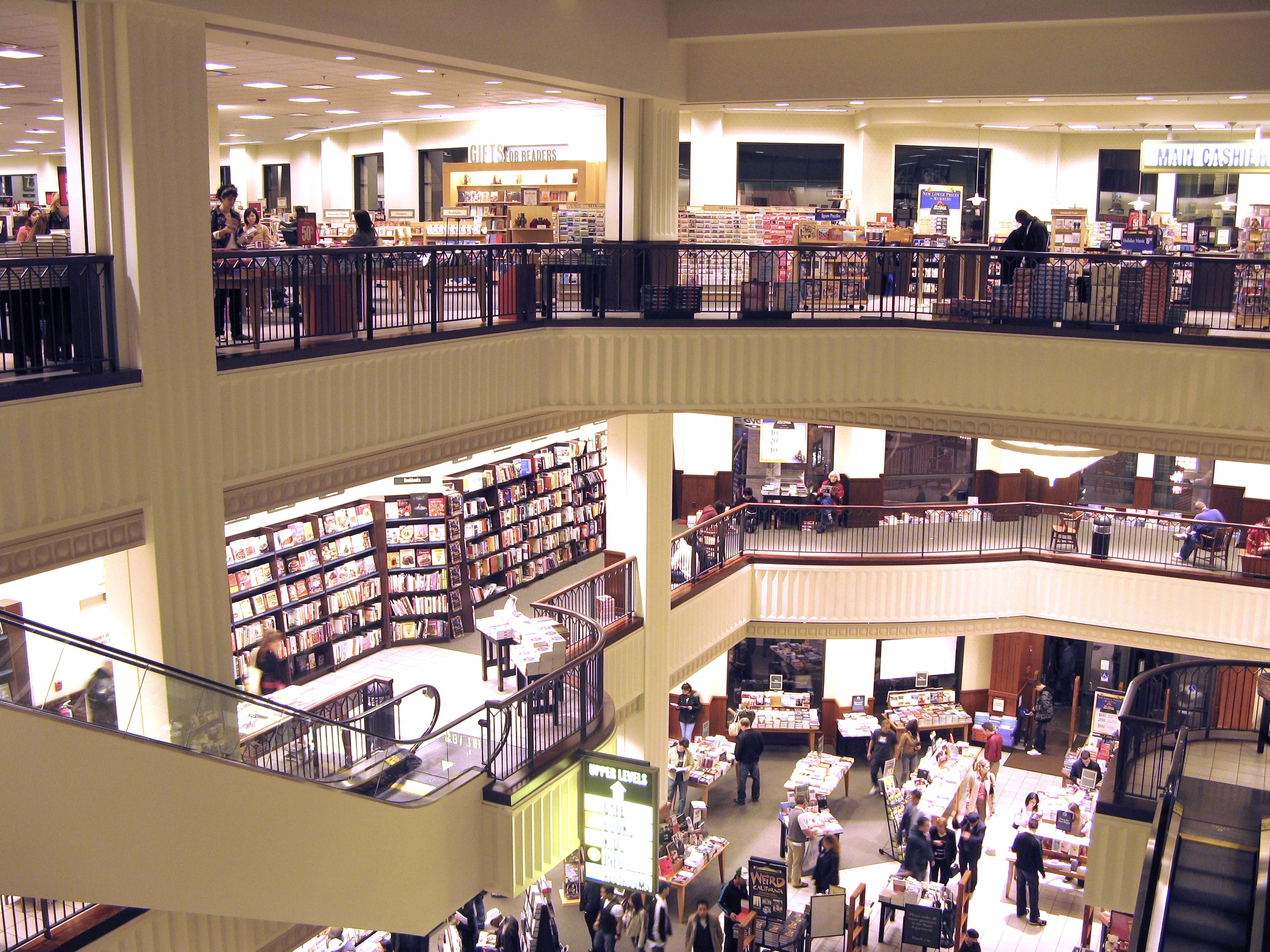
Всередині магазину

Компанія заснована Чарлзом Барнсом в Wheaton, штат Іллінойс в 1873 році як книгодрукарський бізнес. Перший книжковий магазин відкрив його син Вільямом 1917 року в Нью-Йорку. 1971 року компанію придбав Леонард Ріджіо, починаючи з цього моменту вона розвивається, перш за все, як книготорговельна мережа в форматі дискаунтеру.
Станом на 2012 рік компанія володіє мережею книжкових магазинів в США, продає друковані та електронні книги через свій інтернет-сайт, самостійно видає книги, а також випускає серію електронних пристроїв.

## Nook
Компанія також є розробником лінійки електронних книг Nook, що працюють на платформі Android. Випуск першої моделі відбувся 30 листопада 2009 року, стартова ціна пристрою становила $259, а в червні 2010 року компанія знизила ціну на пристрій до $199 та представила модель тільки з wi-fi-зв'язком вартістю $149. В жовтні 2010 року була запущена в продаж кольорова версія пристрою, а в листопаді 2011 року компанія випустила свій перший планшет Nook Tablet з ціною в $249. 30 жовтня 2013 року випустила оновлену версію електронної книги NOOK GlowLight з ціною в $120. На борту рідера 4 ГБ вбудованої пам'яті, перероблений інтерфейс.